# Yang Li (cestista)
Yang Li (杨力S, Yáng LìP; Shanghai, 15 dicembre 1973) è un'ex cestista cinese.

## Carriera
Con la Cina ha disputato i Campionati mondiali del 1998.